# آندریا روسی (بازیکن فوتبال)
آندریا روسی (انگلیسی: Andrea Rossi؛ زادهٔ ۷ نوامبر ۱۹۸۶) بازیکن فوتبال اهل ایتالیا است.
از باشگاه‌هایی که در آن بازی کرده‌است می‌توان به باشگاه فوتبال پارما، باشگاه فوتبال یوونتوس، باشگاه فوتبال سالرنیتانا، باشگاه فوتبال برشا، باشگاه فوتبال باری، باشگاه فوتبال روبور سیه‌نا، باشگاه فوتبال لاتینا، باشگاه فوتبال دلفینو پسکارا، و باشگاه فوتبال چزنا اشاره کرد.